# Itabashi-kuyakushomae (metropolitana di Tokyo)
Itabashi-kuyakushomae (板橋区役所前駅?, Itabashi-kuyakushomae-eki) è una stazione della metropolitana di Tokyo che si trova a Itabashi. La stazione è servita dalla linea Mita della Toei Metro.

## Struttura
La stazione è dotata di una piattaforma centrale a isola con due binari sotterranei.
| 1 | Linea Mita | per Sugamo, Hibiya, Shirokane-Takanawa, Meguro e linea Tōkyū Tōyoko |
| 2 | Linea Mita | per Takashimadaira e Nishi-Takashimadaira                           |

## Stazioni adiacenti
| «             | Servizio   | »               |
| Linea Mita    | Linea Mita | Linea Mita      |
| ------------- | ---------- | --------------- |
| Shin-Itabashi | -          | Itabashi-honchō |